# Dzika Orlica

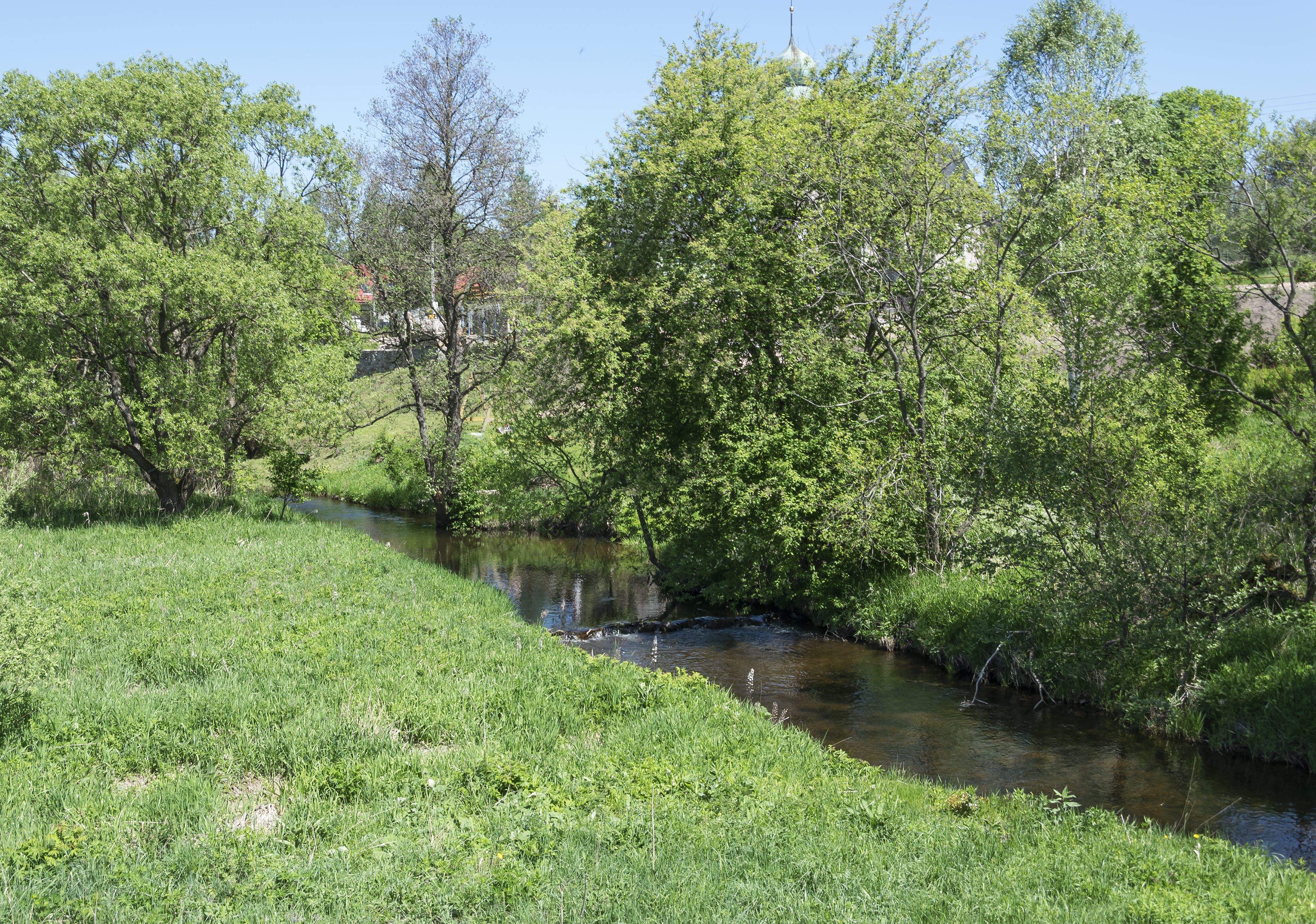
Dzika Orlica w Mostowicach

Dzika Orlica (czes. Divoká Orlice, niem. Wilde Adler, Erlitz) – rzeka w Sudetach, rozdzielająca w południowej części Góry Bystrzyckie od Orlickich, dopływ Orlicy, należy do dorzecza Łaby i zlewiska Morza Północnego. Źródła w rejonie Torfowiska pod Zieleńcem. Płynie początkowo na południe, później na południowy wschód. Na odcinku 29,5 kilometra (od Lasówki do Lesicy) wzdłuż rzeki biegnie granica Polski i Czech. Ten sam odcinek stanowi też południowo-zachodnią granicę ziemi kłodzkiej.
W dolinie po polskiej stronie położone są wsie: Lasówka, Mostowice, Rudawa, Niemojów, Lesica, które tworzą ciąg osadniczy, gdzie obecnie ze względu na niekorzystne położenie postępuje wyludnianie się wsi (z wyjątkiem Lasówki, która pełni funkcję letniskową).
Na terenie Czech skręca na południe i płynie przełomową doliną przez rezerwat przyrody Ziemska brama (czes. Přírodní rezervace Zemská brána), miejscowości Klášterec nad Orlicí i Pastviny, po czym skręca na zachód. Płynie przez miasto Žamberk, miejscowości Litice, Potštejn, Doudleby nad Orlicí, Kostelec nad Orlicí i Častolovice. Na wysokości miejscowości Albrechtice nad Orlicí łączy się z Cichą Orlicą (czes. Tichá Orlice) w drugą co do wielkości rzekę wschodnich Czech – Orlicę (czes. Orlice).
Dolina Orlicy uchodziła dawniej za krajobrazowy odpowiednik dolin alpejskich.
W rzece żyją m.in. pstrąg potokowy, głowacz białopłetwy, minóg strumieniowy.	
Dolina Dzikiej Orlicy zarówno po stronie czeskiej jak i polskiej jest obszarem sieci Natura 2000 (PLH020061).

## Dopływy
- lewobrzeżne
  - Białka
  - Wołowiec
  - Kamionka
  - Sarni Potok
  - Krzemica
  - Mostowy Potok
  - Glejnik
  - Tartaczny Potok
  - Głożyna
  - Jelonik
  - Czerwony Strumień
  - Brodec
- prawobrzeżne
  - Czarny Potok (czes. Černý Potok)
  - Rokytenka
  - Zdobnice
  - Bělá
  - Bahnice